# Hamr (Val)
Hamr (německy Hammer) je malá vesnice, část obce Val v okrese Tábor v Jihočeském kraji. Nachází se asi 2,5 kilometru severně od Valu. Je zde evidováno 47 adres. V roce 2011 zde trvale žilo 64 obyvatel.
Hamr leží v katastrálním území Hamr nad Nežárkou o rozloze 1,5 km².

## Historie
První písemná zmínka o železářském hamru, který na místě vesnice stával, pochází z roku 1395, kdy patřil Petru Henzlinovi. Jeho dalším majitelem byl Mikuláš, zvaný Hamerník u Valu, připomínaný roku 1472. Někdy poté u hamru vznikla tvrz a vesnice připomínaná poprvé roku 1529. Pravděpodobným zakladatelem tvrze byl ve druhé polovině patnáctého století Jindřich ze Sobětic, ale jako její stavebník se udává také Jindřich Valovský z Úsuší, který Hamr vlastnil v první čtvrtině šestnáctého století.

## Obyvatelstvo
| Rok            | 1869 | 1880 | 1890 | 1900 | 1910 | 1921 | 1930 | 1950 | 1961 | 1970 | 1980 | 1991 | 2001 | 2011 | 2021 |
| -------------- | ---- | ---- | ---- | ---- | ---- | ---- | ---- | ---- | ---- | ---- | ---- | ---- | ---- | ---- | ---- |
| Počet obyvatel | 229  | 220  | 216  | 207  | 219  | 201  | 167  | 115  | 108  | 90   | 60   | 42   | 72   | 64   | 78   |
| Počet domů     | 26   | 27   | 26   | 27   | 28   | 28   | 36   | 38   | 36   | 32   | 25   | 37   | 40   | 44   | 48   |

## Obecní správa
Při sčítání lidu v letech 1850–1879 Hamr byl osadou obce Vlkov v okrese Třeboň. V letech 1880–1963 byl samostatnou obcí, se kterým patřily nejprve do okresu Třeboň, ale v roce 1950 v okrese Soběslav. V letech 1964–1988 byl částí obce Val v okrese Tábor. Od 1. ledna 1989 do 23. listopadu 1990 byl částí města Veselí nad Lužnicí v okrese Tábor. Od 24. listopadu 1990 je opět částí obce Val v okrese Tábor.

## Pamětihodnosti
- Dominantou vesnice je hamerská tvrz založená koncem patnáctého století. V první polovině osmnáctého století ji získali Schwarzenbergové, kteří nechali nepotřebné sídlo přestavět na sýpku.[8]
- Kostel Nejsvětější Trojice
- Kaple
- Výklenková kaplička svatého Antonína Paduánského
- Fara čp. 3